# Chiesa di Santa Caterina della Rota

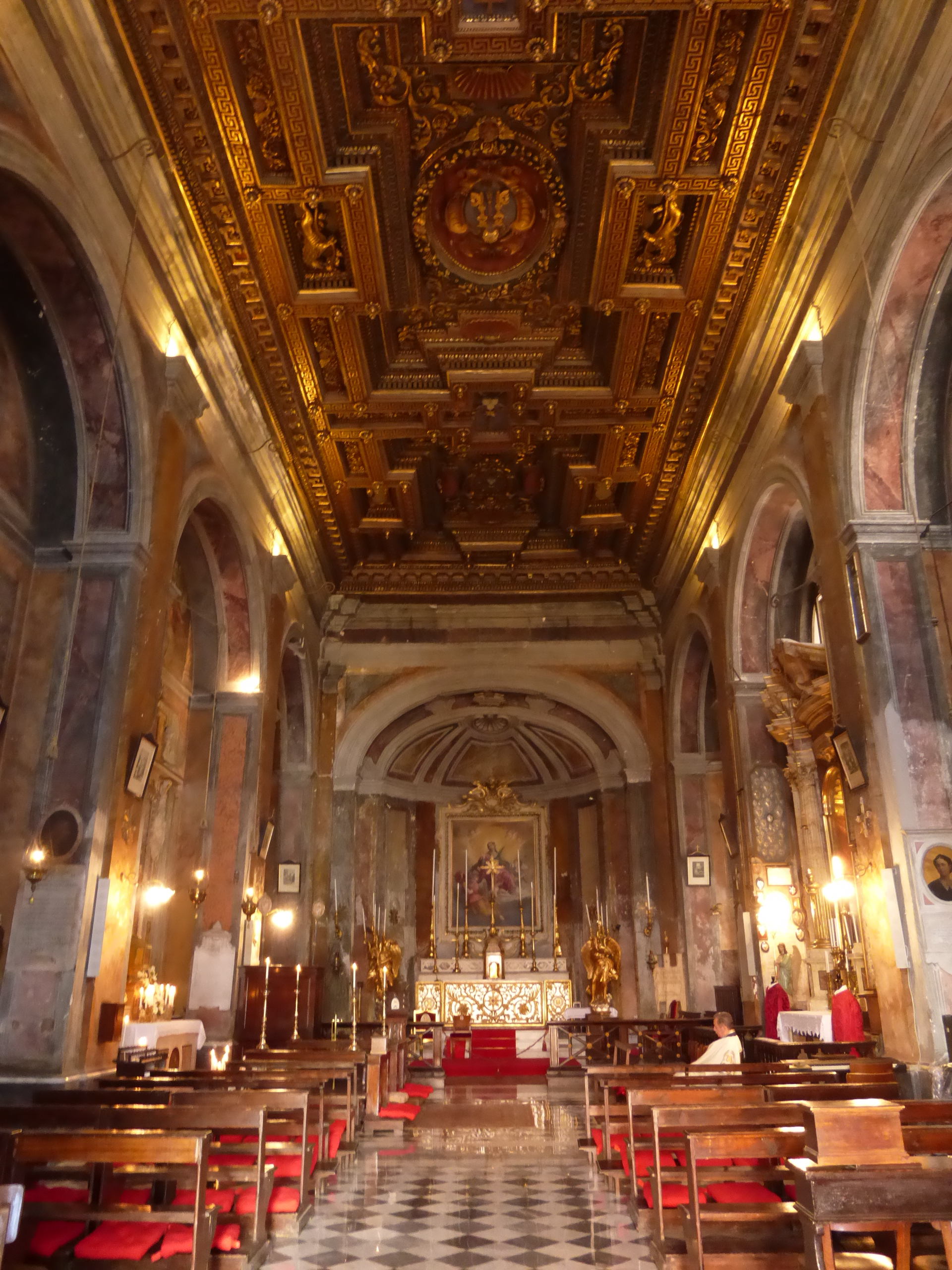
L'interno

La chiesa di Santa Caterina della Rota è un luogo di culto cattolico di Roma, situato nel rione Regola, in via San Girolamo della Carità.

## Storia
È una delle più antiche chiese del rione Regola. In origine ebbe il titolo di Santa Maria in Catarina. Ma quel nome subì molteplici variazioni, fra le quali le più frequenti sono: in Cateneri, in Catenari, in Catinera e de Catenariis. Col primo nome viene indicata in una bolla di Urbano III del 1186, documento che la indica anche come chiesa parrocchiale.
Il nome originario le derivava dal fatto che, annesso alla stessa esisteva un ospedale destinato ai poveri prigionieri riscattati dalle mani dei musulmani di Tripoli e di Tunisi, i quali presso l'altare della Vergine, come ricordo della liberazione, solevano appendere le loro catene, da cui il nome de catenariis. Col tempo questa espressione si trasformò in Caterina, e quindi il culto di Santa Caterina subentrò a quello di Maria.
Nel XVI secolo la chiesa fu rifatta con lavori di Ottaviano Mascherino e dedicata a Santa Caterina d'Alessandria, martirizzata nel IV secolo per non aver voluto rinnegare la propria fede. La tradizione vuole che la santa subisse il martirio della ruota, da cui deriva il nome della chiesa, in romanesco, della rota.
Dal 1929 la chiesa è sede della Venerabile Arciconfraternita di Sant'Anna de' Parafrenieri.

## Descrizione
La facciata risale al 1730 e al centro del timpano è posto lo stemma del Capitolo di San Pietro, cui si deve il restauro della chiesa alla fine dell'Ottocento.
L'interno si presenta ad una sola navata con tre cappelle per lato: di notevole suggestione il soffitto ligneo che risale al Cinquecento e proveniente dalla chiesa di San Francesco d'Assisi a ponte Sisto, chiesa demolita in occasione della costruzione dei muraglioni del Tevere.
Altre opere di spessore sono:
- nel primo altare a destra, Fuga in Egitto di Girolamo Muziano;
- vicino, la tomba del celebre incisore romano Giuseppe Vasi;
- nel terzo altare a sinistra Annunciazione di scuola tosco-romana del XVI secolo;
- la scultura della Vergine e Sant'Anna, statua utilizzata un tempo nelle processioni delle panze (donne in dolce attesa).